# Arrondissement Aurillac
Arrondissement Aurillac (fr. Arrondissement d'Aurillac) je správní územní jednotka ležící v departementu Cantal a regionu Auvergne ve Francii. Člení se dále na 12 kantonů a 96 obcí.

## Kantony
- Arpajon-sur-Cère
- Aurillac-1
- Aurillac-2
- Aurillac-3
- Aurillac-4
- Jussac
- Laroquebrou
- Maurs
- Montsalvy
- Saint-Cernin
- Saint-Mamet-la-Salvetat
- Vic-sur-Cère